# Provincia de María Trinidad Sánchez
María Trinidad Sánchez es una de las 32 provincias de la República Dominicana, localizada en la costa norte del país. El municipio cabecera de la provincia es Nagua.
La provincia de María Trinidad Sánchez situada en la región norte, limita con el Océano Atlántico al norte, con la provincia Duarte al sur, con las de Espaillat y Duarte al oeste y con la de Samaná y la Bahía Escocesa al este.
La provincia fue nombrada así en honor a María Trinidad Sánchez, tía de Francisco del Rosario Sánchez, y que fue fusilada por razones políticas el 27 de febrero de 1845.

## Aspectos históricos
Antes de la creación de la provincia, su territorio formaba parte de la provincia Samaná; fue creada en 1959 con el nombre de la madre del Dictador Rafael Trujillo, Julia Molina. Cuando se cambió el gobierno al del Presidente Bosch, se le cambia el nombre al actual, María Trinidad Sánchez.

## Geografía
La provincia se encuentra en el noreste del país. Limita al sureste con la provincia Samaná, al sur y al oeste con la provincia Duarte al noroeste con la provincia Espaillat. El Océano Atlántico se encuentra en el norte y este.

## División administrativa
La provincia María Trinidad Sánchez tiene una superficie total de 1271,71 km². Está dividida en cuatro municipios y seis distritos municipales.
Los municipios y distritos municipales (D.M.) son:
- Nagua, municipio cabecera de la provincia
  - Arroyo al Medio (D.M.)
  - Las Gordas (D.M.)
  - San José de Matanzas (D.M.)
- Cabrera
  - Arroyo Salado (D.M.)
  - La Entrada (D.M.)
- El Factor
  - El Pozo (D.M.)
- Río San Juan

## Biodiversidad y naturaleza
Entre las playas que conforman la costa de María Trinidad Sánchez están: Bahía Escocesa, Playa Diamante, Playa Caletón, Playa La Piscina, Playa Grande, Playa Boca del Boba, La Pocita, Playa Los Gringos, Poza de Bojolo, Playa Caenas y Playa Gran Popo.
Laguna de Gran Estero está conectada con el río Gran Estero, en la provincia María Trinidad Sánchez.
Laguna Perucho es un Refugio de Vida Silvestre localizada en la provincia María Trinidad Sánchez que abarca 15.14 km². En su territorio se protegen ecosistemas de manglares, así como zonas con dunas de más de un metro de altura, tiene corriente de agua dulce, entre los cuales se destacan los ríos Boba y Bacui. También hay algunos caños como el Zanjón, La Garza y Los Lambraches.
La vegetación está constituido por plantas como: cocoteros, helechos, acacias, entre otras. Dentro de las especies de aves que se pueden observar están: playero manchado, cigua canaria, cigua común, carpintero, entre otras. 
La flora del área está relacionada con las características ambientales del área, predominando la presencia de mangle rojo, aun cuando aparecen en menor proporción, las demás especies de mangles existentes en el país, tales como mangle negro y mangle blanco. Además se encuentran en el ámbito del área protegida: mara, coco, enea, uva de playa, lila de agua dulce y batatilla
La vegetación natural de la provincia es a base de árboles , de crecimiento moderado y de fácil regeneración natural. Además de una vegetación de muchos árboles hacia las partes altas de la cordillera Septentrional, así como hacia el Promontorio de Cabrera.
De la fauna, el grupo mayor representado y conocido es el de las aves, entre las que se destacan: playerito, paloma coronita, garza real, yaguasa y carpintero. Se destacan la presencia de peces tales como: róbalo, sábalo y trucha. También hay reportes en las costas de las tortugas carey, así como el manatí.

## Economía
Esta provincia es gran productora de arroz, coco, cacao, la pesca entre otros productos agrícolas. Producción ganadera vacuna. Es de una gran vocación turística por la gran cantidad de playas que tiene en sus costas y los bellos paisajes naturales que tiene. Posee de interés como: parque nacional Cabo Francés Viejo, La Gran Laguna, Laguna Gri Gri, Vía Panorámica de Nagua-Cabrera o Nagua-Sánchez y las playas Grande, El Caletón, El Bretón, La Preciosa, El Diamante, Arroyo Salado, Matancita y Poza de Bojolo.

## Religión
En la región predomina el cristianismo, principalmente el catolicismo, como lo es en el resto del país, sin embargo en la mayoría de los pueblos alejados a la capital se practican rituales ajenos a las religiones ya mencionadas.